# Microcharmus duhemi
Espèce
Microcharmus duhemi est une espèce de scorpions de la famille des Buthidae.

## Distribution
Cette espèce est endémique de la région Diana à Madagascar. Elle se rencontre dans la Montagne des Français.

## Description
Le mâle holotype mesure 14,60 mm et la femelle paratype 17,60 mm.

## Systématique et taxinomie
Cette espèce a été décrite par Lourenço, Goodman et Fisher en 2006.

## Étymologie
Cette espèce est nommée en l'honneur de Bernard Duhem.

## Publication originale
- Lourenço, Goodman & Fisher, 2006 : « A reappraisal of the geographical distribution of the endemic family Microcharmidae Lourenço (Scorpiones) in Madagascar and description of eight new species and subspecies. » Proceedings of the California Academy of Sciences, sér. 4, vol. 57, no 26, p. 751–783 (texte intégral).